# Kana Ōyama
Kana Ōyama (jap. 大山 加奈 Ōyama Kana; ur. 19 czerwca 1984 w tokijskiej dzielnicy Edogawa, w Japonii) – japońska siatkarka grająca na pozycji atakującej. Obecnie nie występuje w żadnej drużynie.